# 31584 Emaparker
31584 Emaparker este un asteroid din centura principală de asteroizi.

## Descriere
31584 Emaparker este un asteroid din centura principală de asteroizi. A fost descoperit pe 19 martie 1999 la Socorro, New Mexico, în cadrul proiectului LINEAR. Asteroidul prezintă o orbită caracterizată de o semiaxă mare de 2,38 ua, o excentricitate de 0,06 și o înclinație de 7,5° în raport cu ecliptica.